# Герб Фокино (Брянская область)
Герб города Фо́кино Брянской области Российской Федерации.
Герб города утверждён решением исполнительного комитета Фокинского городского совета народных депутатов № 10 от 17 февраля 1984 года.
Герб подлежит внесению в Государственный геральдический регистр Российской Федерации.

## Описание герба и его символики
Щит пересечён. В верхнем червлёном поле золотая мортира и две пирамиды черных ядер около неё (герб Брянска). В нижнем зелёном поле золотой цементный завод с тремя дымящими трубами. По сторонам нижнее поле щита обрамлено зелено-красно-зелёными орденскими лентами (Медаль «Партизану Отечественной войны» 1 степени).